# Visa
Visa Inc.（ビザ）は、決済ブランドを運営するアメリカ合衆国の会社である。
なお、査証（これもビザと呼ばれる）とは無関係である。

## 概説
1958年に当時のBankAmerica（Bank of America の前身）が「BankAmericard」の名称でクレジットカードを発行したことから始まる。より国際的なイメージを獲得するため、1976年にBankAmericardからVisaに変更したが、Bank of America は現在も「BankAmericard」の名称でクレジットカードを発行している。
Mastercardと同様に、自社でカードの発行や加盟店に関する業務を行わず、決済システムをノンバンクやフィンテックを含む世界中の金融機関に提供している（American Express（アメックス）やジェーシービー(JCB)などは自社で発行業務も行う）。

### シェア
世界的な国際ブランドとして知られ、日本及び世界シェア1位を誇る。

### 歴史
1970年に National BankAmericard （後の Visa U.S.A.）、1974年に International Bankcard （後の Visa International）がそれぞれ設立された。2007年に Visa Europe を除く世界各地の組織を再編し、Visa Inc. が設立された。同社は2008年にニューヨーク証券取引所に上場した。また、2016年に Visa Europe を買収した。

## カード
カードは、後払のクレジットカード、即時払のデビットカード、前払のプリペイドカードをラインナップしている。この外、2024年に、Visa Flexible Credential を発表している。但し、日本では、三井住友カードが三井住友銀行(SMBC)と提携し、2023年に「Oliveフレキシブルペイ」として発行されている。

### 番号
クレジットカードの番号は、4から始まる16桁である（デビットカード及びプリペイドカードも同様）。13桁（4桁-3桁-3桁-3桁）のものも過去に存在した。

### 券種
国や地域によって発行されている券種は異なっている。

#### アメリカ
アメリカでは、次の券種が発行されている。
- Visa Traditional card
- Visa Signature card
- Visa Infinite card

#### カナダ
カナダでは、次の券種が発行されている。
- Visa Classic card / carte Visa Classique
- Visa Gold card / carte Visa Or
- Visa Platinum card / carte Visa Platine
- Visa Infinite card / carte Visa Infinite
- Visa Infinite Privilege card / carte Visa Infinite Privilege

### ロゴマーク

旧ロゴマーク

古いVISAのロゴマークに配色されている青と金は、バンク・オブ・アメリカが設立されたルーツであるカリフォルニア州の青い空と金色の丘を意味している。VISAのロゴマークは小売店などでカードを受け入れる表示として広く使われてきた。
2005年春から、今まで親しまれてきた古いVISA旗マークから新たに発行されているカードやVISAのサイト、小売店の掲示などで見られる新しいタイプのVISAマークに替えている。
トレードマークである「旗」を変更するのはこれが初めてである。カードや店頭に表示されている新しいロゴはシンプルなデザインになった。オレンジ色のVではじまり、あとは青色の文字で示され、背景は白地であることが多いが背景そのものがなく青色の文字部分が銀色や白色になっているものもある（三井住友カード・Sony Bank WALLETなど）。
2014年、さらにロゴの変更が行われた。カードのロゴはVISAの文字全体がグラデーションのかかった青色に変更され、"V"の字にあった黄色のアクセントはなくなった。一方、加盟店のアクセプタンスマークは、青と黄のストライプの間にVISAの文字が入る初期のロゴに近いデザインに変更された。VISAのロゴに箔押しマークを普及させ、鳩のホログラムを鳩のみと鳩無しのカードも容易に発行できる。カード番号も裏面に縦から4桁ごと並べたり、(1)サインパネルにカード番号を横一列に印刷するカードと(2)サインパネルの下に小さく横一列にカード番号を印刷するカードの2パターンが欧米で増えた。

### ホログラム
1984年から、VISAカードはカード番号下4桁の箇所に鳩のマークのホログラムが入ったカードに変更され始めた。これは偽造防止など、セキュリティ対策のために実施された。本物のカードのホログラムならば3次元に見える。ホログラムの対策が実行されるとVISAのロゴマークも右になりホログラムと並列になっている。なお、ゴールドカード向けに、金色のホログラムシールも提供されている。
カードの外観は制限はあるが発行会社のカスタマイズを2005年3月から許している。これは同年秋からのマスターカードにおいても同様である。大部分のVISAカードは更なる偽造変造防止対策として、ブラックライトの下でも鳩マークとVISAマークが浮かび上がるようにしている。
2005年の新基準では、ホログラムをカード裏面に配置したり、スキミング防止策のために磁気ストライプの上にホロマグネットストライプ（通称ホロマグ）したりすることができるようになったが、発行ものカード会社のPOSレジが古過ぎるために、途中からどの方式を採用するかはカード発行会社によるものになったが、ゴールド、プラチナ、インフィニティのランク別カードには、ホロマグネットストライプが施され差別感が新規ユーザーから高まっている。
ホロマグの欠点は、通常の磁気ストライプに比べ、加盟店の旧式POSレジで読み取りに不具合が生じやすいことが挙げられる。なお、ANA VISAカードやVISAデビットは当初ホロマグタイプのカードで発行されたが、後には普通の磁気ストライプとホログラムの組合せに切り替わっている。
2014年から、VISAのロゴに箔押しマークを普及させ、鳩のホログラムを鳩のみと鳩無しのカードも容易に発行が可能になることを米国の本社が発表。

## 日本
日本では、日本法人であるビザ・ワールドワイド・ジャパン株式会社が事業を行っているほか、ライセンスを得た者が日本において業務を行っている。

### 日本の歴史
1968年に当時の住友クレジットサービス（現在の三井住友カード）が日本専用カード（住友クレジットカード）及び海外専用カード(BankAmericard)を発行、1980年に同社が日本で初めて国内外共通カード(Visa)を発行した。
同年に同社が独占的に保有していたVisaの商標使用権・使用許可権を放棄し、ビザ・ジャパンが設立された。1983年にビザ・ジャパン協会（現在のVJA）が設立され、同会に業務を承継した。

### 日本のカード

#### 日本の券種
日本では、次の券種がラインナップされている。
- Visa クラシックカード
- Visa ゴールドカード
- Visa プラチナカード

#### クレジットカード
前述した通り、1980年に当時の住友クレジットサービス（現在の三井住友カード）が日本で初めて国内外共通のVisaを発行した。
2003年に東日本旅客鉄道（JR東日本）が世界で初めてエンボスレスのカードを発行した（2004年4月30日以降に発行されたカードは海外でも利用する事が出来る）。
2020年に三井住友カードがクレジットカードで日本で初めて表側に番号が印字されていないクレジットカードを発行、同年にクレディセゾンが日本で初めて両側に番号が印字されていない「SAISON CARD Digital」を発行した。
2021年にエポスカードが発行する「エポスカード」が日本で初めて署名欄が設けられていないデザインに変更、同年に三井住友カードが実店舗で利用する事が出来るものとしてはクレジットカードで日本で初めてリアルカードが発行されないカードレスを発行した（別途申し込めばリアルカードを発行する事も出来る）。

#### デビットカード
2006年にスルガ銀行が日本で初めて発行した。2010年に当時のジャパンネット銀行（現在のPayPay銀行）が日本で初めてリアルカードが発行されない「JNBカードレスVisaデビット」（現在の「カードレスVisaデビット」）を発行した（2013年に使い切り利用だけでなく繰り返し利用する事も出来るように変更）。2022年に住信SBIネット銀行がデビットカードで日本で初めて両側に番号が印字されていないカードを発行した。
同様の商品性のカードとしては、2002年にクレディセゾンが当時の郵政事業庁（日本郵政公社（郵政民営化法（平成17年法律第97号）第5条第1項の規定に基づき2007年10月1日に解散）の成立に伴い2003年3月31日を以て廃止）と提携し「郵貯チェックカード《セゾン》」を発行（2007年12月31日を以て終了）したが、予め特定保留する必要があった。この為、銀行の普通預金口座から直に引き落とされるVisaデビットは革命的であった。利用する際に、引落口座の残高を確認する必要があるという特性上、インプリンタでの処理を避けさせるためにエンボスレスである。しかし、海外ではエンボスのデビットカードも多い。
みずほ銀行、三菱UFJ銀行、りそな銀行、埼玉りそな銀行、PayPay銀行、ソニー銀行、楽天銀行、住信SBIネット銀行、イオン銀行、青森みちのく銀行、岩手銀行、足利銀行、常陽銀行、千葉銀行、横浜銀行、山梨中央銀行、北國銀行、福井銀行、静岡銀行、スルガ銀行、滋賀銀行、関西みらい銀行、広島銀行、伊予銀行、四国銀行、琉球銀行、SMBC信託銀行、GMOあおぞらネット銀行、あおぞら銀行、大光銀行、あいち銀行、みなと銀行、ゆうちょ銀行、道銀カード、群銀カード、北陸カード、池田泉州DC、九州カード、REVOLUT TECHNOLOGIES JAPANが発行している（2025年1月1日現在）。なお、三井住友カードがSMBCと提携し発行する「SMBCデビット」は2023年11月22日に新規の申込受付を停止したが、同社がSMBCと提携し発行する「Oliveフレキシブルペイ」はデビットモードを利用する事が出来る。

#### プリペイドカード

##### Visaプリペイド
プリペイドにはチャージ型と使い切り型があり、実店舗で利用する事が出来るものとしては前者はクレディセゾン（既に終了）、後者はインコム・ジャパンがそれぞれ日本で初めて発行した。
2019年5月13日にカンムが発行する「バンドルカード」に日本で初めてカードの表側に番号が印字されていないデザインが追加された。
チャージ型では、三井住友カード、カンム、エポスカード、Kyash、MIXI、Fivot、Yeny、ARIGATOBANK、スマートバンク、甲南チケット、ライフカード、SBペイメントサービスなどが発行している。
使い切り型では、三井住友カード、インコム・ジャパンなどが発行している。

##### Visaトラベルマネー
カードへ入金することによって、海外に設置されているATMを利用して現地通貨として引き出したり、ショッピングを利用したりすることが出来るものである。
日本では、過去にジャックスやアプラスが発行していた。

##### Visaバーチャルプリペイド
リアルカードが発行されないので電子商取引での利用に限られる（別途申し込めばリアルカードを発行する事が出来るものもある）。日本では、2011年6月30日にライフカードが初めて発行した。
三井住友カード、三菱UFJニコス、横浜銀行、肥後銀行、アプラス、パン・パシフィック・インターナショナルフィナンシャルサービス、ディー・エヌ・エー、ANA X、PayPay、カンム、Kyash、MIXI、Fivot、Yeny、ARIGATOBANK、スマートバンク、甲南チケット、ライフカード、SBペイメントサービス、NTTドコモなどが発行している。

### 日本のサービス

#### Visaのタッチ決済
近距離無線通信(NFC)を採用し、EMVに準拠する決済（電子決済）サービスであり、電子マネーとは異なる。
2007年9月サービス開始。過去には Visa payWave と呼称されていたが、日本人にわかりやすくするためこの名称は使用されなくなっている。名称のみの変更であり、 Visa payWave と表記されているカードや加盟店では引き続き利用することが出来る。なお、Visaのタッチ決済する際は「Visaで」（あるいは「Visaをタッチで」）と伝えるように案内されているが、日本では国際ブランドの種類を自動的に判別する機能を有する決済端末が一般に利用されているため、国際ブランドの名称を伝える必要性は乏しい。また、磁気ストライプや接触ICとは別の操作を行う必要がある決済端末では、単に「Visaで」ではVisaのタッチ決済を利用したい意図が伝わらない為、「タッチで」を特に強調して伝える必要がある。
日本のクレジットカードにおける対応時期は下記の通りである。
- 2013年5月17日 - Oricoが日本のクレジットカードで初めて Visa payWave（現在のVisaのタッチ決済）を搭載した「OricoCard Visa payWave」の申込受付を開始した（2022年10月4日に新規の申込受付を終了）[74]。
- 2013年12月12日 - Oricoが日本で初めてAndroidスマートフォンに対応した「Orico Mobile Visa payWave」の申込受付を開始した（2017年9月30日に終了）[75]。
  - 三井住友カードの「三井住友カード Visa payWave」（2018年12月19日に終了）のプレスリリースはOricoより早く[76][77][78]、2013年9月に開始を予定していたが、Oricoが先行してサービスを開始している。
- 2016年4月1日 - ジャックス(JACCS)がジャックスモバイル決済サービス（JACCSモバイル決済サービス）において「JACCS Visa payWave Mobile」の申込受付を開始した（2018年10月31日に終了[79]）[80]。
- 2021年5月11日 - Appleの Apple Pay が日本においてVisaのタッチ決済を採用した[81]。サービス開始時から対応したクレジットカード（一部を除く）は下記の通り。
  - 三井住友カード[82]
  - SMBCファイナンスサービス（2024年4月1日に三井住友カードに吸収合併[83]）
  - クレディセゾン（グループ会社を含む）
  - アプラス[84]
  - ジャックス[85]
  - エムアイカード
  - 楽天カード
  - NTTドコモ
- 2022年2月14日 - エポスカードが発行するクレジットカードがGoogleの Google Pay（現在のGoogle ウォレット）に対応した[86]。
- 2022年10月4日 - 楽天ペイメントの楽天ペイ（Androidに限る）が楽天カードタッチ決済を採用し、楽天カードが対応した[87]。
- 2025年3月24日 - Samsung Electronics の Samsung Wallet が日本に於いてVisaのタッチ決済を採用し、三井住友カードが発行するクレジットカード（一部を除く）が対応した[88]。

デビットカード
- 2016年1月27日 - 住信SBIネット銀行が日本のデビットカードで初めて Visa payWave（現在のVisaのタッチ決済）を搭載した「Visaデビット付キャッシュカード」[89]（現在の「デビットカード」[90]）を発行した。
- 2018年5月28日 - Garminの Garmin Pay が日本においてVisaのタッチ決済を採用し[91][92]、三菱UFJ銀行が発行するデビットカードが対応した[93]。
- 2019年10月4日 - 三菱UFJ銀行のMUFG Wallet（2021年12月20日に終了[94]）がVisaのタッチ決済を採用し、同行が発行するデビットカードが対応した[95][96]。
- 2019年11月14日 - Google Pay（現在のGoogle ウォレット）が日本においてVisaのタッチ決済を採用し、下記の銀行が発行するデビットカードが対応した[97]。
  - 三菱UFJ銀行[98]
  - りそな銀行[99]
  - 埼玉りそな銀行[100]
  - 関西みらい銀行[101]
  - 当時のジャパンネット銀行（現在のPayPay銀行）[102]
  - ソニー銀行[103]
- 2020年7月7日 - Fitbitの Fitbit Pay（2025年1月13日に終了[104]）が日本においてVisaのタッチ決済を採用し[105]、ソニー銀行が発行するデビットカードが対応した[106]。
- 2025年3月3日 - 三菱UFJ銀行[107]・ソニー銀行[108]・REVOLUT TECHNOLOGIES JAPAN[109]が発行するデビットカードが Apple Pay に対応した[110]。但し、三井住友カードがSMBCと提携し発行する「Oliveフレキシブルペイ」は、2023年3月1日の申込受付時点から Apple Pay に対応していた。
- 2025年4月14日 - 三菱UFJ銀行が発行するデビットカードが Samsung Wallet に対応した[111]。

プリペイドカード
- 2017年6月26日 - アプラスが発行する「GAICA」（2024年3月31日を以て終了[62]）に日本のプリペイドカードで初めて Visa payWave（現在のVisaのタッチ決済）を搭載した[112]。
- 2021年2月4日 - LINE Payが発行する「Visa LINE Payプリペイドカード」（2025年1月30日を以て終了[113]）が Google Pay（現在のGoogle ウォレット）に対応した[114]。
- 2021年5月11日 - Apple Payが日本においてVisaのタッチ決済を採用し[81]、三井住友カード[82]及び横浜銀行[115]が発行するプリペイドカード（一部を除く）が対応した。

スマートデバイスでVisaのタッチ決済する場合は、Visaのカード決済の番号とは異なる番号が発行される。これはトークンと呼称され、 Apple Pay ではデバイスアカウント番号、 Google Pay ではバーチャル アカウント番号がこれに当たる。トークンへの変換は、Visaが提供するVisaトークンサービスが利用され、日本では三菱UFJ銀行が初めて採用した。スマートデバイスでVisaのタッチ決済する際はVisaのカード決済の番号が利用されないため、特定のカードを特定の加盟店で利用した場合に得られる特典の対象とならない場合がある。また、カードに搭載されているVisaのタッチ決済の事例であるが、三菱UFJニコスがジャルカード（JALカード）と提携し発行する「JAL・Visaカード」でVisaのタッチ決済した場合はJALカード特約店の対象とならない場合があると注意を呼び掛けている。
日本でVisaのタッチ決済することが出来るのは日本マクドナルド、ローソン、ファイテン、TSUTAYA、表参道ヒルズ、関西国際空港、メガネストアー、東京空港交通、イオングループ、セブン-イレブン・ジャパン、ファミリーマート、ゼンショーホールディングスなどであるが、セブン-イレブン・ジャパンでは10001円以上を支払う際には利用する事が出来ない。

##### Visaのタッチ決済に対応するクレジットカード
日本では、次表に記載する各社が発行するクレジットカード（一部を除く）がVisaのタッチ決済に対応している。
| 発行元                               | カード | Apple Pay | Google Pay | Samsung Wallet | Garmin Pay | 楽天ペイ |
| ------------------------------------ | ------ | --------- | ---------- | -------------- | ---------- | -------- |
| 三井住友カード                       | Yes    | Yes       | Yes        | Yes            | No         | No       |
| ユーシーカード                       | Yes    | Yes       | No         | No             | No         | No       |
| 三菱UFJニコス                        | Yes    | No        | No         | No             | No         | No       |
| 東京クレジットサービス               | Yes    | Yes       | No         | No             | No         | No       |
| りそなカード                         | Yes    | Yes       | No         | No             | No         | No       |
| 道銀カード                           | Yes    | Yes       | No         | No             | No         | No       |
| いわぎんクレジットサービス           | Yes    | Yes       | No         | No             | No         | No       |
| 七十七カード                         | Yes    | Yes       | No         | No             | No         | No       |
| 秋田国際カード                       | Yes    | Yes       | No         | No             | No         | No       |
| 東邦クレジットサービス               | Yes    | Yes       | No         | No             | No         | No       |
| 群銀カード                           | Yes    | Yes       | No         | No             | No         | No       |
| むさしのカード                       | Yes    | Yes       | No         | No             | No         | No       |
| スルガカード                         | Yes    | Yes       | No         | No             | No         | No       |
| 北陸カード                           | Yes    | Yes       | No         | No             | No         | No       |
| 北国クレジットサービス               | Yes    | Yes       | No         | No             | No         | No       |
| 静銀セゾンカード                     | Yes    | Yes       | No         | No             | No         | No       |
| 三十三カード                         | Yes    | Yes       | No         | No             | No         | No       |
| 池田泉州VC                           | Yes    | Yes       | No         | No             | No         | No       |
| 南都カードサービス                   | Yes    | Yes       | No         | No             | No         | No       |
| 紀陽カード                           | Yes    | Yes       | No         | No             | No         | No       |
| 中銀カード                           | Yes    | No        | No         | No             | No         | No       |
| ひろぎんクレジットサービス           | Yes    | No        | No         | No             | No         | No       |
| やまぎんカード                       | Yes    | Yes       | No         | No             | No         | No       |
| 阿波銀カード                         | Yes    | Yes       | No         | No             | No         | No       |
| 九州カード                           | Yes    | Yes       | No         | No             | No         | No       |
| FFGカード                            | Yes    | Yes       | No         | No             | No         | No       |
| 鹿児島カード                         | Yes    | Yes       | No         | No             | No         | No       |
| 大東クレジットサービス               | Yes    | Yes       | No         | No             | No         | No       |
| 京葉銀カード                         | Yes    | Yes       | No         | No             | No         | No       |
| みなとカード                         | Yes    | Yes       | No         | No             | No         | No       |
| 三井住友トラスト・カード             | Yes    | Yes       | No         | No             | No         | No       |
| 三井住友トラストクラブ               | Yes    | No        | No         | No             | No         | No       |
| しんきんカード                       | Yes    | Yes       | No         | No             | No         | No       |
| 東北しんきんカード                   | Yes    | Yes       | No         | No             | No         | No       |
| 中部しんきんカード                   | Yes    | Yes       | No         | No             | No         | No       |
| 近畿しんきんカード                   | Yes    | Yes       | No         | No             | No         | No       |
| 中国しんきんカード                   | Yes    | Yes       | No         | No             | No         | No       |
| 四国しんきんカード                   | Yes    | Yes       | No         | No             | No         | No       |
| 九州しんきんカード                   | Yes    | Yes       | No         | No             | No         | No       |
| イオン銀行                           | Yes    | No        | No         | No             | No         | No       |
| 青森みちのく銀行                     | Yes    | Yes       | No         | No             | No         | No       |
| 秋田銀行                             | Yes    | Yes       | No         | No             | No         | No       |
| 北都銀行                             | Yes    | Yes       | No         | No             | No         | No       |
| 荘内銀行                             | Yes    | Yes       | No         | No             | No         | No       |
| 東邦銀行                             | Yes    | Yes       | No         | No             | No         | No       |
| 筑波銀行                             | Yes    | Yes       | No         | No             | No         | No       |
| きらぼし銀行                         | Yes    | Yes       | No         | No             | No         | No       |
| 横浜銀行                             | Yes    | Yes       | No         | No             | No         | No       |
| 北國銀行                             | Yes    | Yes       | No         | No             | No         | No       |
| スルガ銀行                           | Yes    | Yes       | No         | No             | No         | No       |
| 山陰合同銀行                         | Yes    | Yes       | No         | No             | No         | No       |
| 中国銀行                             | Yes    | Yes       | No         | No             | No         | No       |
| 伊予銀行                             | Yes    | Yes       | No         | No             | No         | No       |
| 四国銀行                             | Yes    | Yes       | No         | No             | No         | No       |
| 福岡銀行                             | Yes    | Yes       | No         | No             | No         | No       |
| ゆうちょ銀行                         | Yes    | Yes       | No         | No             | No         | No       |
| クレディセゾン                       | Yes    | Yes       | No         | No             | No         | No       |
| カンム                               | Yes    | No        | No         | No             | No         | No       |
| アプラス                             | Yes    | Yes       | No         | No             | No         | No       |
| ジャックス                           | Yes    | Yes       | No         | No             | No         | No       |
| オリエントコーポレーション           | Yes    | Yes       | No         | No             | No         | No       |
| エポスカード                         | Yes    | Yes       | Yes        | No             | No         | No       |
| エムアイカード                       | Yes    | Yes       | No         | No             | No         | No       |
| ペルソナ                             | Yes    | Yes       | No         | No             | No         | No       |
| ポケットカード                       | Yes    | Yes       | No         | No             | No         | No       |
| セブン・カードサービス               | Yes    | No        | No         | No             | No         | No       |
| セブンCSカードサービス               | Yes    | Yes       | No         | No             | No         | No       |
| 出光クレジット                       | Yes    | Yes       | No         | No             | No         | No       |
| 大和ハウスフィナンシャル             | Yes    | Yes       | No         | No             | No         | No       |
| 髙島屋ファイナンシャル・パートナーズ | Yes    | Yes       | No         | No             | No         | No       |
| JFRカード                            | Yes    | No        | No         | No             | No         | No       |
| UCS                                  | Yes    | No        | No         | No             | No         | No       |
| トヨタファイナンス                   | Yes    | No        | No         | No             | No         | No       |
| 日産フィナンシャルサービス           | Yes    | No        | No         | No             | No         | No       |
| ゴールドポイントマーケティング       | Yes    | No        | No         | No             | No         | No       |
| 天満屋カードサービス                 | Yes    | No        | No         | No             | No         | No       |
| ゆめカード                           | Yes    | No        | No         | No             | No         | No       |
| 東急カード                           | Yes    | No        | No         | No             | No         | No       |
| 東武マーケティング                   | Yes    | No        | No         | No             | No         | No       |
| ビューカード                         | Yes    | Yes       | No         | No             | No         | No       |
| 西日本旅客鉄道                       | Yes    | No        | No         | No             | No         | No       |
| マネーフォワードケッサイ             | Yes    | No        | No         | No             | No         | No       |
| フリー                               | Yes    | No        | No         | No             | No         | No       |
| LayerX                               | Yes    | No        | No         | No             | No         | No       |
| Sansan                               | Yes    | No        | No         | No             | No         | No       |
| Paidy                                | Yes    | No        | No         | No             | No         | No       |
| ナッジ                               | Yes    | No        | No         | No             | No         | No       |
| ライフカード                         | Yes    | No        | No         | No             | No         | No       |
| 楽天カード                           | Yes    | Yes       | No         | No             | No         | Yes      |
| PayPayカード                         | Yes    | Yes       | Yes        | No             | No         | No       |
| auフィナンシャルサービス             | Yes    | Yes       | No         | No             | No         | No       |
| NTTドコモ                            | Yes    | Yes       | No         | No             | No         | No       |
| エヌケーシー                         | Yes    | No        | No         | No             | No         | No       |
| OCS                                  | Yes    | No        | No         | No             | No         | No       |
| ニッセンレンエスコート               | Yes    | No        | No         | No             | No         | No       |
| 日専連旭川                           | Yes    | No        | No         | No             | No         | No       |
| 日専連パシフィック                   | Yes    | No        | No         | No             | No         | No       |
| 日専連ホールディングス               | Yes    | No        | No         | No             | No         | No       |
| 日専連ライフサービス                 | Yes    | No        | No         | No             | No         | No       |
| 日専連ファイナンス                   | Yes    | No        | No         | No             | No         | No       |
| NCカード                             | Yes    | No        | No         | No             | No         | No       |
| モデルクレジット                     | Yes    | No        | No         | No             | No         | No       |

##### Visaのタッチ決済に対応するデビットカード
日本では、次表に記載する各社が発行するデビットカード（一部を除く）がVisaのタッチ決済に対応している。
| 発行元                     | カード | Apple Pay | Google Pay | Samsung Wallet | Garmin Pay |
| -------------------------- | ------ | --------- | ---------- | -------------- | ---------- |
| みずほ銀行                 | Yes    | No        | No         | No             | No         |
| 三菱UFJ銀行                | Yes    | Yes       | Yes        | Yes            | Yes        |
| りそな銀行                 | Yes    | No        | Yes        | No             | No         |
| 埼玉りそな銀行             | Yes    | No        | Yes        | No             | No         |
| PayPay銀行                 | Yes    | No        | Yes        | No             | Yes        |
| ソニー銀行                 | Yes    | Yes       | Yes        | No             | Yes        |
| 楽天銀行                   | Yes    | No        | No         | No             | No         |
| 住信SBIネット銀行          | Yes    | No        | No         | No             | No         |
| イオン銀行                 | Yes    | No        | No         | No             | No         |
| 青森みちのく銀行           | Yes    | No        | No         | No             | No         |
| 岩手銀行                   | Yes    | No        | No         | No             | No         |
| 足利銀行                   | Yes    | No        | No         | No             | No         |
| 常陽銀行                   | Yes    | No        | No         | No             | No         |
| 千葉銀行                   | Yes    | No        | Yes        | No             | No         |
| 横浜銀行                   | Yes    | No        | No         | No             | No         |
| 山梨中央銀行               | Yes    | No        | No         | No             | No         |
| 北國銀行                   | Yes    | No        | Yes        | No             | No         |
| 福井銀行                   | Yes    | No        | No         | No             | No         |
| 静岡銀行                   | Yes    | No        | Yes        | No             | No         |
| スルガ銀行                 | Yes    | No        | No         | No             | No         |
| 滋賀銀行                   | Yes    | No        | No         | No             | No         |
| 関西みらい銀行             | Yes    | No        | Yes        | No             | No         |
| 広島銀行                   | Yes    | No        | No         | No             | No         |
| 伊予銀行                   | Yes    | No        | No         | No             | No         |
| 四国銀行                   | Yes    | No        | No         | No             | No         |
| 琉球銀行                   | Yes    | No        | No         | No             | No         |
| SMBC信託銀行               | Yes    | No        | No         | No             | No         |
| GMOあおぞらネット銀行      | Yes    | No        | No         | No             | No         |
| あおぞら銀行               | Yes    | No        | No         | No             | No         |
| 大光銀行                   | Yes    | No        | No         | No             | No         |
| あいち銀行                 | Yes    | No        | No         | No             | No         |
| みなと銀行                 | Yes    | No        | No         | No             | No         |
| ゆうちょ銀行               | Yes    | No        | No         | No             | No         |
| 三井住友カード             | Yes    | Yes       | Yes        | No             | No         |
| 道銀カード                 | Yes    | No        | No         | No             | No         |
| 群銀カード                 | Yes    | No        | No         | No             | No         |
| 北陸カード                 | Yes    | No        | No         | No             | No         |
| 池田泉州DC                 | Yes    | No        | No         | No             | No         |
| 九州カード                 | Yes    | No        | No         | No             | No         |
| REVOLUT TECHNOLOGIES JAPAN | Yes    | Yes       | Yes        | No             | No         |

##### Visaのタッチ決済に対応するプリペイドカード
日本では、次表に記載する各社が発行するプリペイドカード（一部を除く）がVisaのタッチ決済に対応している。
| 発行元                                                       | カード | Apple Pay | Google Pay | Samsung Wallet | Garmin Pay |
| ------------------------------------------------------------ | ------ | --------- | ---------- | -------------- | ---------- |
| 三井住友カード                                               | Yes    | Yes       | Yes        | No             | No         |
| 三菱UFJニコス                                                | No     | Yes       | Yes        | No             | No         |
| 横浜銀行                                                     | No     | Yes       | No         | No             | No         |
| 肥後銀行                                                     | No     | Yes       | Yes        | No             | No         |
| カンム                                                       | No     | No        | Yes        | No             | No         |
| アプラス                                                     | No     | Yes       | No         | No             | No         |
| パン・パシフィック・インターナショナルフィナンシャルサービス | No     | Yes       | No         | No             | No         |
| ペイルド                                                     | Yes    | No        | No         | No             | No         |
| GMOイプシロン                                                | Yes    | No        | No         | No             | No         |
| BASE                                                         | Yes    | No        | No         | No             | No         |
| Kort Valuta                                                  | Yes    | No        | No         | No             | No         |
| miive                                                        | Yes    | No        | No         | No             | No         |
| Kyash                                                        | Yes    | Yes       | Yes        | No             | No         |
| MIXI                                                         | Yes    | No        | No         | No             | No         |
| Fivot                                                        | Yes    | No        | No         | No             | No         |
| ARIGATOBANK                                                  | Yes    | No        | No         | No             | No         |
| スマートバンク                                               | Yes    | No        | No         | No             | No         |
| 甲南チケット                                                 | Yes    | No        | No         | No             | No         |
| ライフカード                                                 | Yes    | No        | No         | No             | No         |
| ディー・エヌ・エー                                           | No     | Yes       | Yes        | No             | No         |
| ANA X                                                        | No     | Yes       | Yes        | No             | No         |
| SBペイメントサービス                                         | No     | Yes       | No         | No             | No         |
| NTTドコモ                                                    | No     | Yes       | No         | No             | No         |
| EVERING                                                      | Yes    | No        | No         | No             | No         |

#### Visa Secure
Visa Secureは、インターネットショッピングにおいて決済する際に利用される認証の仕組みである。2001年に米国において Verified by Visa として開始され、日本ではVISA認証サービスとして2002年に本格導入に合意、後に現在の名称に変更した。
オンラインショッピングでは、カードの番号及び有効期限（ECサイトによってはこれらに加えてセキュリティコードや氏名）などのカードの券面にも印字されている内容だけで決済が可能な場合がある為、暗証番号とも異なるパスワードを併用して発行元が本人確認し、なりすまし購入を防いでいる。

#### 終了したサービス
- トラベラーズチェック
- VISAッピ
- Visa Touch

### 日本の加盟店

#### 日本のアクワイアラー
日本では、次の各社がVisaブランドの加盟店に関する業務を行っている。
- Adyen Japan株式会社
- 株式会社アプラス
- イオンクレジットサービス株式会社 （2023年6月1日にイオンフィナンシャルサービス株式会社に吸収合併[123]）
- SMBCファイナンスサービス株式会社 （2024年4月1日に三井住友カード株式会社に吸収合併[83]）
- SBペイメントサービス株式会社
- NTTファイナンス株式会社
- 株式会社エポスカード
- 株式会社エムアイカード
- 株式会社オリエントコーポレーション
- 株式会社クレディセゾン
- GMOあおぞらネット銀行株式会社
- JFRカード株式会社
- 株式会社静岡銀行
- 株式会社ジャックス
- 住信SBIネット銀行株式会社
- Checkout株式会社
- 株式会社千葉銀行
- トヨタファイナンス株式会社
- 日本ワールドライン株式会社
- VJA
- PayPayカード株式会社
- ポケットカード株式会社
- 株式会社北國銀行
- 三井住友カード株式会社
- 三菱UFJニコス株式会社
- 株式会社UCS
- ユーシーカード株式会社
- ライフカード株式会社
- 楽天カード株式会社
- 株式会社りそな銀行
- 株式会社琉球銀行
- Worldpay株式会社

#### 利用できない加盟店
一部のECサイトや動画配信サイトに於いて突然、又は予め告知された上でVisaの取扱が停止される事例が発生している。これについて、「時には、ブランドを守るために、使えなくすることが必要になる」とコメントしたとするニュース記事もある。然し、山田太郎（自由民主党）に拠れば、当該コメントの真意について、「アクワイアラーや決済代行会社等の現場の判断としてそのような場合があることを承知しているというもの」との回答を得たとした上で、判断を行うのは現場であるとしている。実際に決済会社を変更して取扱を再開した例もある為、この回答には一定の信憑性があるものと考えられる。
以下は、利用する事が出来ないウェブサイトの一例である（取扱を再開したものを除く）。
- 株式会社エイシス - DLsite[128]、Ci-en[129]
- 株式会社Softgarage - ピンクパイナップル[130]
- 株式会社虎の穴 - Fantia[131]、とらのあな通信販売[132]
- 株式会社デジタルコマース - FANZAブックス、FANZAブックス読み放題、FANZA同人[133]
- 株式会社アニメイト - ポケットドラマCD[134]
- 株式会社ドワンゴ - BOOK☆WALKER（一部作品）[135]
- 株式会社メロンブックス - メロンブックス通販[136]
- 株式会社GMW - pictSPACE[137]
- 株式会社Komiflo - Komiflo[138]
- 株式会社ビジネスパートナー - Liar-soft[139]
- 株式会社ソフパル - アミューズクラフト[140]
- 株式会社ユノス - ゆずソフト[141]
- 株式会社駿河屋 - 駿河屋.JP[142]

### 日本のIRF
Interchange Reimbursement Fee (IRF) の標準料率が公開された事が2022年11月30日に公正取引委員会及び経済産業省から発表された。
IRFは、加盟店が契約する加盟店契約会社と加盟店で利用されたカードの発行元が異なる場合に当該カードの発行元が受け取る手数料である。加盟店が契約する加盟店契約会社と加盟店で利用されたカードの発行元が同一である場合（オンアス取引）には適用されない。
なお、標準料率とは異なる料率を個別に定める事も出来るが、公正取引委員会が2022年に公表したクレジットカードの取引に関する実態調査報告書に拠れば、「料率を個別に設定することがある」との回答はない。

### 日本のCM提供番組
- 日本テレビ系列
  - 速報!歌の大辞テン
  - 行列のできる法律相談所
  - ZIP!
  - ネプ&イモトの世界番付
- テレビ朝日系列
  - もしものシミュレーションバラエティー お試しかっ!
  - クイズプレゼンバラエティー Qさま!!
- TBS系列
  - USO!?ジャパン
- フジテレビ系列
  - 火10ドラマ（関西テレビ制作）
  - 全国一斉!日本人テスト
  - HEY! HEY! HEY! MUSIC CHAMP
  - カスペ!
  - めざましテレビ
  - 森田一義アワー 笑っていいとも!
  - ザ・ベストハウス123
  - Mr.サンデー（関西テレビと共同製作）

その他Visaは2007年から32年までFIFA公式パートナー、オリンピック・パラリンピックのワールドワイドパートナーとしても指定されている。いずれもW杯関連、五輪中継の際にもCMが流される。

#### 過去の出演者
- 阿部寛
- 小倉久寛

VISAカード派の阿部と、現金決済派の小倉が共演する、と言う設定のCMであった。このCMが放映されていた時期に、東海旅客鉄道のみどりの窓口で一般クレジットカードの取り扱いが開始された。
- 藤井隆
- 原田泰造
- 観月ありさ